# Liste der Kulturdenkmäler in Longen
In der Liste der Kulturdenkmäler in Longen sind alle Kulturdenkmäler der rheinland-pfälzischen Ortsgemeinde Longen aufgeführt. Grundlage ist die Denkmalliste des Landes Rheinland-Pfalz (Stand: 8. Februar 2023).

## Einzeldenkmäler
| Bezeichnung                          | Lage                                   | Baujahr | Beschreibung                                                           | Bild                           |
| ------------------------------------ | -------------------------------------- | ------- | ---------------------------------------------------------------------- | ------------------------------ |
| Katholische Filialkirche St. Eligius | Bergstraße 3 Lage                      | 1495    | spätgotischer Saalbau mit Dachreiter, 1495, Erneuerung bezeichnet 1666 | Fotos hochladen                |
| Wegekreuz                            | Moselstraße, Ecke Moselweinstraße Lage | 1668    | Balkenkreuz, bezeichnet 1668                                           | weitere Bilder Fotos hochladen |
| Einhaus                              | Moselweinstraße 6 Lage                 | 1770    | spätbarockes Einhaus, bezeichnet 1770                                  | BW                             |
| Hofanlage                            | Moselweinstraße 12 Lage                | 1924    | Streckhof; Krüppelwalmdachbau, bezeichnet 1924                         | BW                             |